# 盧基烏斯·埃米利烏斯·保盧斯 (1年執政官)
盧基烏斯·埃米利烏斯·保盧斯（Lucius Aemilius Paullus，公元前29年之前—14年），羅馬帝國早期執政官，與蓋烏斯·凱撒共同在任。保盧斯·埃米利烏斯·雷比達與柯內莉婭·西庇阿之子。他跟小茱莉亞結婚，他們有一個女兒艾米莉亞·雷比達。

## 传记
他首次在其母亲科尔内利亚（Cornelia）去世的挽歌中被提及，那一年她的兄弟成为了执政官。这个年份被讨论为公元前18年或公元前16年。
他由他的父亲保卢斯·埃米利乌斯·莱皮杜斯（Paullus Aemilius Lepidus）抚养长大。在公元前13年之后，年长的保卢斯与寇劳迪娅·马尔凯拉·米诺尔（Claudia Marcella Minor）结婚，她本身是寡妇，有一个小孩。年轻的保卢斯早期的职业生涯不为人知，他唯一已知的职位是公元1年的执政官，与他的姐夫盖乌斯·凯撒共同担任。他还是阿尔瓦尔兄弟会（Arval Brethren）的成员。
根据古代历史学家的记载，他的妻子小茱莉亚于公元8年因与一名参议员有染而被流放。保卢斯本人在公元1年到14年之间的某个时间点被处决，原因是他参与了一个刺杀奥古斯都的阴谋。
他可能只有一个孩子，是他妻子所生的女儿艾米莉亚·雷比达（公元前4/3年–公元53年），她曾与克劳狄一世订婚，直到她父母的垮台使她的曾祖父奥古斯都终止了订婚，将她嫁给了公元19年的执政官马库斯·朱尼乌斯·西拉努斯·托尔夸图斯（Marcus Junius Silanus Torquatus），她与他有几个孩子，包括朱尼亚·卡尔维娜（Junia Calvina）和公元46年的执政官马库斯·朱尼乌斯·西拉努斯（Marcus Junius Silanus）。然而，他也可能有一个儿子，马库斯·埃米利乌斯·莱皮杜斯（Marcus Aemilius Lepidus），他与卡利古拉的宠爱妹妹尤利亚·德鲁西拉结婚。